# New Moore
New Moore lub South Talpatti − nieistniejąca już wyspa, terytorium sporne pomiędzy Indiami i Bangladeszem.
Wyspa pojawiła się na wodach Zatoki Bengalskiej po przejściu cyklonu Bhola w 1970 roku, a zatonęła w 2010 roku, wskutek podniesienia się poziomu wód. Przez cały okres swojego istnienia pozostała niezamieszkana. Wyspa leżała zaledwie dwa kilometry od ujścia rzeki Hariabhanga. Jej powierzchnia wynosiła początkowo 2500 m², ale stopniowo ulegała zwiększeniu do ok. 10 000 m², zaś jej najwyższy punkt nie wyniósł się nigdy więcej niż na dwa metry ponad poziom wody. 24 marca 2010 roku Associated Press poinformowała o całkowitym zniknięciu wyspy.
Od chwili swojego powstania wyspa była obiektem sporu pomiędzy Indiami i Bangladeszem. Nazwą używaną w Indiach było New Moore, natomiast w Bangladeszu nosiła ona nazwę South Talpatti. W 1981 roku Indie wysłały na nią żołnierzy, którzy zatknęli flagę tego kraju. Według władz indyjskich, pomimo zatopienia spornej wyspy, ustalenie granicy morskiej i rozwiązanie kwestii kontroli nad pozostałymi wysepkami pozostają otwarte.